# Australischer Teppichkäfer
|                                                                                      |                                                                                             |
| Abb. 1: Aufsicht                                                                     | Abb. 2: Unterseite                                                                          |
|                                                                                      |                                                                                             |
| Abb. 3: Kopf von vorn                                                                | Abb. 4: Seitenansicht                                                                       |
|                                                                                      |                                                                                             |
| Abb. 5: Ausschnitt Unterseite, blau: Auge; grün: Fühler braun: Aussparung für Fühler | Abb. 6: Ausschnitt Unterseite, grün: Mittelbrust; blau: Hinterbrust rot: Prosternalfortsatz |
|                                                                                      |                                                                                             |
| Abb. 7: Borstenhaare auf den Flügeldecken                                            | Abb. 8: Kopf von vorn, linker Fühler in Fühlergrube                                         |

Der Australische Teppichkäfer (Anthrenocerus australis) ist ein Käfer aus der Familie der Speckkäfer (Dermestidae).

## Bemerkung zum Namen
Der ursprünglich aus Australien bekannte Käfer hat sehr ähnliche Fühler wie einige Arten der Gattung Anthrenus, beispielsweise der Wollkrautblütenkäfer. Dies drückt sich im Namen Anthrenocerus aus, der vom Gattungsnamen „Anthrenus“ und κερός („keros“), „Horn“, „Fühler“ abgeleitet ist.

## Beschreibung
Die Form des bis zu 3,5 Millimeter großen Käfers ist oval. Das Männchen ist kleiner als das Weibchen. Die Körperfarbe ist rotbraun bis schwarz. Fühler und Beine sind hell bernsteinfarben. Stellenweise tritt eine borstige Behaarung auf. Sie ist weiß bis gelblich, auch können einzelne braune Haare eingestreut sein.
Der Kopf kann etwas in die Vorderbrust eingezogen werden (Abb. 3) und ist dann etwas über neunzig Grad nach unten geneigt. Die Fühler (in Abb. 5 grün) bestehen aus elf Gliedern, die letzten drei Glieder bilden eine deutlich abgesetzte, kompakte Keule, deren erstes Glied größer als das zweite ist. Die Fühler können in eine Aussparung der Vorderbrust (in Abb. 5 braun) eingelegt werden, die unterhalb des Seitenrands der Vorderbrust liegt.
Der Halsschild ist vorn nur wenig breiter als der Kopf, dann verbreitert er sich nach außen gekrümmt bis fast auf die Breite der Flügeldecken. An der Basis ist er seitlich nach innen, in der Mitte nach außen gekrümmt. Der Halsschild zeigt durch die helle Behaarung seitlich hinter der Mitte je einen großen queren Flecken und mehrere kleine Flecken an der Basis. Die Behaarung wird aber leicht abgerieben.
Die Flügeldecken tragen drei durch die Behaarung hervorgerufene schmale helle Zickzackbinden und können auch an der Basis und am Ende weiße Flecken haben. Die Zickzackbinden können auch in einzelne Flecken aufgelöst sein.
Ein wichtiges Merkmal der Gattung ist nur auf der Körperunterseite sichtbar. Die Vorderbrust ist zwischen den Vorderhüften nach hinten zu einem sogenannten Prosternalfortsatz (in Abb. 6 oben rot gefärbt) verlängert. Dieser kommt in einer Furche zu liegen, die die Mittelbrust (in Abb. 6 oben grün gefärbt) völlig durchschneidet und bis zur Hinterbrust (in Abb. 6 oben blau) reicht.
Schenkel und Schienen sind zierlich und abgeflacht. Die Tarsen sind alle fünfgliedrig mit langem Krallenglied.

## Larve
Die Larve wird hier bis zu sechs Millimeter lang. Die Farbe ist braun, unten gelblich und weiß. Auch sie hat Pfeilhaare. Ihre Nahrung besteht aus Wollwaren aller Art und anderen tierischen Stoffen.

## Lebensweise
Die Käfer haben sich wahrscheinlich von England her über die Niederlande und dann nach Deutschland hin verbreitet. Er kommt heute weltweit vor.
Die Larve des Australischen Teppichkäfers frisst sich mit Vorliebe in Woll- und Lederprodukte. Sie können auch durch Keratinfraß erhebliche Schäden anrichten.
Die Australischen Teppichkäfer unterscheiden sich von den anderen Speckkäferarten dahingehend, dass sie im Jahr bis zu drei Generationen hervorbringen können. Frische Käfer schlüpfen beinahe das ganze Jahr über, mit Ausnahme der Wintermonate.
In Australien sind die Käfer vorwiegend auf Blüten anzutreffen, wo sie sich von Pollen ernähren, während sie sich nach heutigem Wissen in unseren Breitengraden gänzlich auf das Leben innerhalb von Gebäuden beschränken.
Die Entwicklung der Eier sowie deren Anzahl scheint temperaturabhängig zu sein, wobei die Larve bei der idealen Temperatur von 22 °C nach maximal 12 Tagen schlüpft und danach sofort mit der Nahrungsaufnahme beginnt. Ob der Teppichkäfer allerdings in der kurzen Zeit des ausgewachsenen Zustandes noch frisst, ist unbekannt.
Die Anzahl der Larvenstadien ist ebenfalls von der Temperatur sowie von der Nahrung abhängig. Bei Zimmertemperatur entwickelt sich die Larve in zwei Monaten zum Käfer.